# Dego
Dego (en ligur U Dê o Dêgu) és un comune italià, situat a la regió de la Ligúria i a la província de Savona. El 2015 tenia 1.985 habitants.

## Geografia
Té una superfície de 66,82 km². Limita amb Cairo Montenotte, Castelletto Uzzone, Giusvalla, Gottasecca, Piana Crixia i Spigno Monferrato.

## Evolució demogràfica
| Gràfica d'evolució de Dego entre 1861 i 2011 |
|                                              |
| Font: ISTAT                                  |

## Persones vinculades a Dego
- Teresa Bracco (Santa Giulia, 1924 - Santa Giulia, 1944), nascuda a la frazione de Santa Giulia i proclamada beata per Joan Pau II el 24 de maig de 1998.
- Giancarlo Salvi (Dego, 1945 - Vicenza, 2016), futbolista.